# Il ragioniere della mafia
Il ragioniere della mafia è un film italiano del 2013 diretto da Federico Rizzo e il cui soggetto è tratto dal romanzo di Donald Vergari.

## Trama
Un ragioniere licenziato e col vizio del gioco, dopo una puntata sbagliata al casinò di Montecarlo, finisce invischiato in un giro letale e accetta di saldare il debito diventando un dipendente della criminalità organizzata e finisce per gestire i profitti di organizzazioni mafiose adottando il nome fittizio di Angelo Bianco

## Presentazione
Il film fu prodotto da ElleEffe Group (con il contributo del Comune di Calvello) e distribuito da Reclame Distribution Cinema.
Il 3 settembre 2013, fu presentato in anteprima nazionale a Brindisi, con il titolo originale di Angelo Bianco – Il ragioniere della mafia.